# جواز سفر فرسان مالطة
جواز سفر فرسان مالطة هو وثيقة السفر التي تصدر لموظفي فرسان مالطا (بالإنجليزية:Sovereign Military Order of Malta passport).
يوجد في اعلى غلاف جواز السفر النص التالي وهو مكتوب باللغة الفرنسية: "Ordre Souverain Militaire de Malte" وبعدها موجود شعار فرسان مالطة واخيرا يوجد في الاسفل عبارة جواز سفر. جوازات السفر الدبلوماسية حمراء اللون، في حين ان جوازات السفر للخدمات سوداء اللون.